# Raetiai Szent Bálint
Passaui vagy Raetiai Szent Bálint (latinul: Valentinus, 435 előtt – Mais, 475) az ókeresztény egyház püspöke. Legendája alapján őt tartják a Passaui egyházmegye első püspökének.

## Élete
Bálint a mai Hollandia területéről származhatott. Nagy Szent Leó pápa adott neki püspöki megbízatást a Római Birodalom Raetia nevű provinciájába. Legendájának egyik változata szerint háromszor próbált letelepedni és téríteni Passauban, de mindháromszor elűzték, ezért az Alpokba húzódott vissza és ott is halt meg. 475 körül hunyt el, és a Mais (ma Merano) melletti Zenoburgban (Monte di Zeno) temették el. Tiszteletéről már a 6. században tanúskodik Venantius Fortunatus és Arbeo freisingi püspök. Ereklyéit III. Tasziló bajor herceg 764-ben a passaui Szent István-dómba vitette. 1120-ban Bálint püspök koporsójának fölnyitásakor a holtteste mellett egy ólomtáblára írva megtalálták életrajzát is. 

## Tisztelete
Bálint tisztelete elsősorban a német nyelvterületen terjedt el. Erről tanúskodik már a 6. században Venantius Fortunatus és Arbeo freisingi püspök. Terni Szent Bálinttal együtt az epilemsziában szenvedők védőszentje. A nyavalyatörősök a nyakukban hordott úgynevezett bálintkereszttel, frászkereszttel (Valentinskreuz, Fraisenkreuz) a betegség elriasztását célozzák. A Passaui egyházmegye patrónusaként tisztelik, ünnepnapja itt főünnep, a vízkereszthez való közelsége miatt azonban július 1-én tartják. Ünnepnapja egyébként január 7.